# Hieronymus Scottus
Hieronymus Scottus (auch Hieronimi Scotti, Girolamo Scoto, Jeronimo Scotto u. ä.)  (* wohl vor 1540; † nach 1602) war ein italienischer Abenteurer. Er ist nicht zu verwechseln mit dem gleichnamigen, 1505 bis 1572 in Venedig lebenden Komponisten und Buchdrucker.

## Wirkungsfeld
Scottus war ein Abenteurer, der als Zauberkünstler, Alchemist und wohl auch in fragwürdigen, geheimen diplomatischen Missionen die Höfe Europas, aber auch die reichen Handelsstädte bereiste, wodurch er zu einem der berühmt-berüchtigtsten Männer seiner Zeit wurde.
Seine zum Teil überlieferten spektakulären magischen Vorführungen, die man als übernatürlich ansah, waren überall die Sensation. So soll Scottus in Frankfurt a. M. einmal einen „Auszug“, eventuell wie von Faust überliefert auf einem Fass, vorgeführt haben. Ein anderes Mal ließ er Adam und Eva „erscheinen“. Auch vermochte er ohne jegliche Vorbereitung „magische Gastmahle“ anzurichten, nach denen freilich alle, so wie zuvor, einen leeren Magen hatten. Er zauberte auch Goldmünzen aus Brot hervor, las Gedanken (Mentalmagie) und führte insbesondere Kartenkunststücke vor, was er offenbar am liebsten tat und wofür er besonders berühmt war. Bei Bedarf betätigte sich Scottus jedoch ebenfalls als Alchemist und stand im Ruf, den Stein der Weisen herstellen zu können, also die Kunst der Goldherstellung zu beherrschen.

## Leben
Scottus war vermutlich ein Mitglied der alten, wenn auch nicht allzu bekannten und verbreiteten gräflichen Familie Scotto aus Piacenza (Herzogtum Parma, Italien).
Er führte, bedingt durch seine Tätigkeit insbesondere auf  dem betrügerischen alchemistischen Sektors, ein sehr unstetes und bislang nur bruchstückhaft nachvollziehbares Leben.
Zuerst an italienischen Höfen sowie in den dortigen reichen Städten wirkend, suchte sich Scottus wohl ab 1569 als neues Hauptbetätigungsfeld die Fürstenhöfe und reichen Handelsstädte im Deutschen Reich aus. So lässt er sich in jenem Jahr am Hof von Erzherzog Ferdinand II., dem Regenten von Tirol nachweisen, wo er in spektakulärer Weise dessen Gedanken las.
1575 genoss er in Nürnberg als Alchemist solch hohes Ansehen, dass ihn der städtische Rat dreimal in Öl malen ließ, um den Verehrten auch nach seiner Abreise verschiedenen Ortes stetig vor Augen zu haben.
Im Folgejahr weilte Scottus in England am Hof der Königin Elisabeth I. Ihr nicht nur Kartenkunststücke vorführend, plauderte er auch mit ihr über venezianische Politik. Nach der Abreise besuchte er in Frankreich sodann den Botschafter der Republik und berichtete ihm die angeblichen Äußerungen Elisabeths; diese wurden sofort weitergemeldet. Scottus intrigierte damit politisch auf höchster Ebene; ob im Auftrag oder aus eigenem Antrieb sei dahingestellt.
1579 war er Gast des Erzbischofs und damit Kurfürsten von Köln, Gebhard I. Truchseß von Waldburg. Ihn soll er mittels eines magischen Spiegels dazu verführt haben, die weithin wegen ihrer Schönheit bekannte Agnes von Mansfeld kennen lernen zu wollen; beider spätere Verbindung trug mit zum Sturz des Kirchenfürsten bei.
Im Frühjahr 1580 hielt sich der Italiener zeitweise in der fürstbischöflichen Residenzstadt Würzburg auf. Aus Franken reiste Scottus nach Prag an den dortigen Kaiserhof.
Noch im gleichen Jahr trat er allerdings ebenfalls in Königsberg am Hof des preußischen Herzogs in Erscheinung. Vor diesem fertigte er angeblich aus Brot eine Medaille (Siehe Bilddarstellungen!), die sodann in Metall gegossen wurde. Scotto soll diese aus von ihm gewonnenem alchemistischem Gold getragen haben.
Für 1584 lässt sich Scottus in Danzig nachweisen, wo er Gast des Bürgermeisters war. Der dortige städtische Rat ehrte ihn – wofür ist unklar – ungewöhnlicherweise damit, dass man von ihm ein Gemälde anfertigte und in der Ratsbibliothek aufhängte. Da er in den Geruch der Geisterbeschwörung kam, musste der Magier schließlich die Hansestadt verlassen.
1590 erschien Scottus am Hof des Markgrafen in Ansbach. Der war so von seinen Künsten begeistert, dass er diesem die Ehre gab, mit ihm zusammen „in Rot“, das heißt auf goldenem Geschirr zu speisen.
Beide Herren reisten offenbar sodann im August in die kaiserliche Residenzstadt Prag. Scottus erschien in einer allgemeines Aufsehen erregenden Form, nicht nur von 20 vortrefflich bewaffneten Reitern begleitet und mit drei Kutschen, sondern die, in der er saß, glänzte symbolträchtig golden. Als Graf und berühmter Mann wurde Scottus an den Hof des an Alchemie sehr interessierten Rudolf II. eingeladen. Dabei soll er ihm in einem magischen Spiegel gezeigt haben, dass der König von Spanien angeblich gerade damit beschäftigt sei, an den Kaiser einen Brief zu schreiben. Angeblich honorierte der sehr irritierte Rudolph II. die Vorführung großzügig mit 1.000 Talern. Warum auch immer schenkte er einmal dem Diener von Scotto vier und dem des mit anwesenden Markgrafen von Ansbach sechs Pferde. Auch ordnete der Kaiser im September an, dass die Ungarische Kammer an Scottus 31.105 Florin, eine beträchtliche Summe, welche der kaiserliche Hof mehreren italienischen Adligen schuldete, an Scottus auszuzahlen habe. Da die Hintergründe dafür unbekannt sind, lässt sich nur vermuten, dass er dafür die Schuldscheine in seinen Besitz gebracht hatte. Nicht ganz eindeutig ist, ob Scottus nach mehreren Anweisungen der Hofkanzlei endlich im Dezember die Summe erhielt.
Gegen Ende des Jahres 1592 lud Herzog Johann Casimir von Sachsen-Coburg, der Scottus wohl am bischöflichen Hof in Bamberg kennengelernt hatte, diesen zu sich ein. In Coburg verführte Scottus unter merkwürdigem Gebaren die Gemahlin des Herzogs, Anna von Sachsen (1567–1613). Später arrangierte er, ebenfalls unter eigenartigen Umständen, zwischen ihr und dem Höfling Ulrich von Lichtenstein ein Verhältnis. Vor dessen Aufdeckung verließ Scottus im September 1593 mit einem Teil des Schmuckes von Anna (im Wert von 10.000 Gulden!) das Land. Für die Herzogin und Lichtenstein hatte die Affäre furchtbare Folgen.
Obwohl Scottus in der Folge im Heiligen Römischen Reich mit kaiserlichem Dekret gesucht wurde, hielt er sich nicht nur zeitweise in Polen, sondern offenbar auch länger in Norddeutschland auf, wo der Hamburger Senat eine Auslieferung verschleppte und ihn dadurch entkommen ließ. Da ihm wohl der Aufenthalt im Reich zu gefährlich wurde, begab er sich in andere Länder. Letztlich lässt er sich bislang für 1602 am Hof in England nachweisen, wo er für Königin Elisabeth Kartenkunststücke vorführte.

## Bildliche Darstellungen
- Medaille, die nach einem Entwurf von Antonio Abondio angeblich 1580 gefertigt worden sein soll. Sie zeigt auf dem Avers das Porträt von Scottus und auf dem Revers eine von einem Palmen- sowie Lorbeerwedel umgebene Hand, die ein Schlangenbündel (sicher seine Feinde symbolisierend!) zerdrückt.
- Porträtstich mit der Inschrift: Vera effigies illustriss[imi] comitis Hieronimi Scotti Piacentini [Wahres Bildnis des hochwohlgeborenen Grafen Hieronymus Scotto aus Piacenza], als umschrift und den Herstellungsangaben: Dominicus Costodis ad Viuum delineauit Aug[ustae] Vindelicor[um] a[nn]o 92 ex[culpsit] [Dominicus Custos hat es nach dem Leben gezeichnet und in Augsburg im Jahre 1592 gestochen].[6]

## Auszeichnung
- Nachträgliche Aufnahme in die Gesellschaft der amerikanischen Magier Hall of Fame und Magic Museum.[7]